# Karlshospital

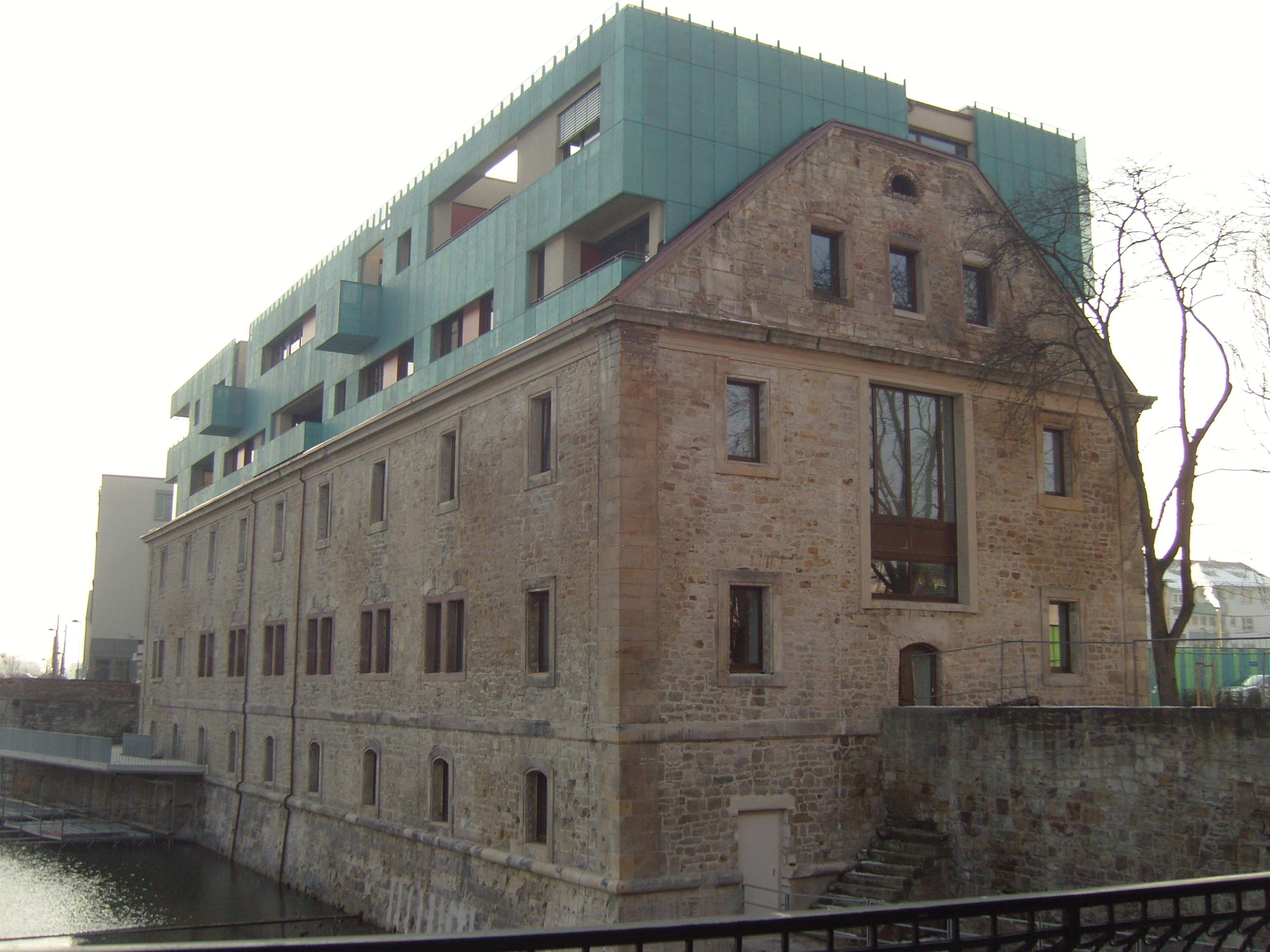
Das Karlshospital vom Finkenherd gesehen

Das Karlshospital (ehemals Zuchthaus am Zuchtberg) wurde 1720 bis 1721 in Kassel als Erziehungs- und Besserungsanstalt errichtet. Nachdem das Gebäude im Zweiten Weltkrieg ausbrannte, bestand das historische Gebäude Jahrzehnte lediglich als Ruine am Ufer der Fulda an der Weserstraße in der Kasseler Innenstadt. In den Jahren 2008 und 2009 wurde das Bauwerk erheblich umgebaut und beherbergt heute ein Restaurant und Büroflächen.

## Geschichte

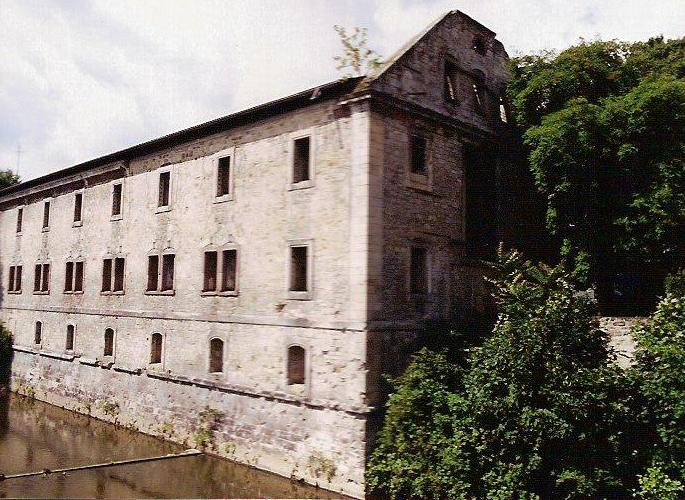
Das Karlshospital vor Beginn der Bauarbeiten 2005 von der Fulda aus gesehen

### Zuchthaus
Ein Zuchthaus wurde ursprünglich nicht als Strafanstalt, sondern als Erziehungs- und Besserungsanstalt gesehen. Bereits im 17. Jahrhundert bestand in Kassel ein Zuchthaus in der Schäfergasse. Diese Anstalt wurde 1674 abgerissen und fand erst im Karlshospital einen Nachfolger.
Landgraf Karl bestimmte die Anstalt für:
"ungerathene Kinder, Verschwender und Müßiggänger biß zu Ihrer besserung, auch sonstige Malificanten, Falsary undt Landstreicher zur straffe zur Arbeit angehalten und verpflegt werden." (zitiert n. Lit.: Hessische Landesordnung, 1720)
Im Siebenjährigen Krieg wurde das Gebäude von der französischen Armee zwischenzeitlich als Lazarett genutzt.

### Gefängnis
Im Laufe der Zeit änderte sich der Charakter des Karlshospitals. Spätestens zum Ende des 18. Jahrhunderts entwickelt es sich zu einem Gefängnis im klassischen Sinn. 1808 löste König Jérôme das städtische Spinnhaus auf und auch weibliche Gefangene wurden in das Zuchthaus überbracht. Die Strafanstalt beherbergte bis zu 100 Gefangene im 19. Jahrhundert. In der Weimarer Republik wurde es zu einem Fürsorgeheim mit einer Suppenküche und kleinen Sozialwohnungen umgebaut.

### Nationalsozialismus
Die Nationalsozialisten richteten im Karlshospital eine Schutzhaftstelle ein. Hier wurden Regimegegner und andere verfolgte Personen willkürlich interniert und später teilweise in Konzentrationslager verschleppt. Im Zweiten Weltkrieg brannte das Gebäude aus und wurde seither nicht genutzt.

### Ruine und Umbau
Nachdem die Ruine jahrzehntelang leer stand, bemühte sich die Stadt Kassel ab Ende 2005 verstärkt, einen Käufer für das Gebäude zu finden. Für die symbolische Summe von 1 Euro stand das Karlshospital zum Verkauf mit der Auflage, es denkmalgerecht zu sanieren. Im Juli 2006 hat ein Investor den Zuschlag bekommen. Er erhielt vom Land Hessen einen Zuschuss von 3 Mio. Euro. Beim Umbau wurde das Gebäude um zwei Vollgeschosse mit Flachdach aufgestockt. Seit Oktober 2009 wird das Gebäude unter anderem als Restaurant genutzt.

### Heute
Heute sind im Karlshospital mehrere Unternehmen, wie beispielsweise Impuls Soziales Management, der MT Melsungen oder omnica ansässig. Außerdem befindet sich im Erdgeschoss ein Restaurant.

## Baugestalt

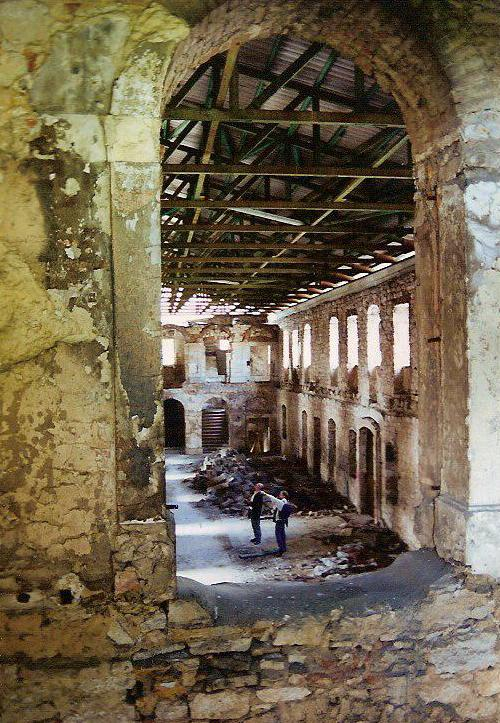
Innenansicht der Ruine im Sommer 2005

Das Gebäude hat einen rechteckigen Grundriss von 48 × 15,6 Metern und war ursprünglich von einem Mansarddach gekrönt. Die Raumaufteilung der einzelnen Geschosse war bis zu dem aktuellen Umbau noch zu erkennen: je eine große Halle an der Vorderseite (Westseite), im Erdgeschoss ehemals durch eine Arkadenreihe unterteilt, und Zellen an der Fuldaseite (Ostseite); das ursprüngliche Treppenhaus befand sich auf der südlichen Schmalseite. Das unter dem gesamten Gebäude verlaufende überwölbte Sockelgeschoss ist zur Flussseite zur vollen Geschosshöhe entwickelt. Die Form und die Anordnung einiger Fenster weichen nach den verschiedenen Umbauten vom Konzept von 1720 ab. Wie bei allen Gebäuden des Kasseler Barocks, war die streng symmetrisch gegliederte Fassade vollständig Verputzt und farbig gefasst. Das ursprüngliche Dach fiel 1889 einem Brand zum Opfer und wurde durch ein schlichtes Satteldach ersetzt, von dem noch ein Giebel erhalten ist. In den 1980er Jahren wurden umfangreiche Sicherungsarbeiten an der Ruine durchgeführt und das Gebäude durch eine Stahlkonstruktion provisorisch eingedeckt. Ein weiterer Verfall konnte so langfristig verhindert werden. An der Nordfront waren noch die schmiedeeisernen Vergitterungen der Zellenfenster aus der Erbauungszeit in situ erhalten, ebenso waren im Erdgeschoss die Werksteine der Sandsteinsäulen und Korbbögen der aufwendigen Arkadenreihe eingelagert, die heute verschwunden sind.

### Umbau und Denkmalschutz

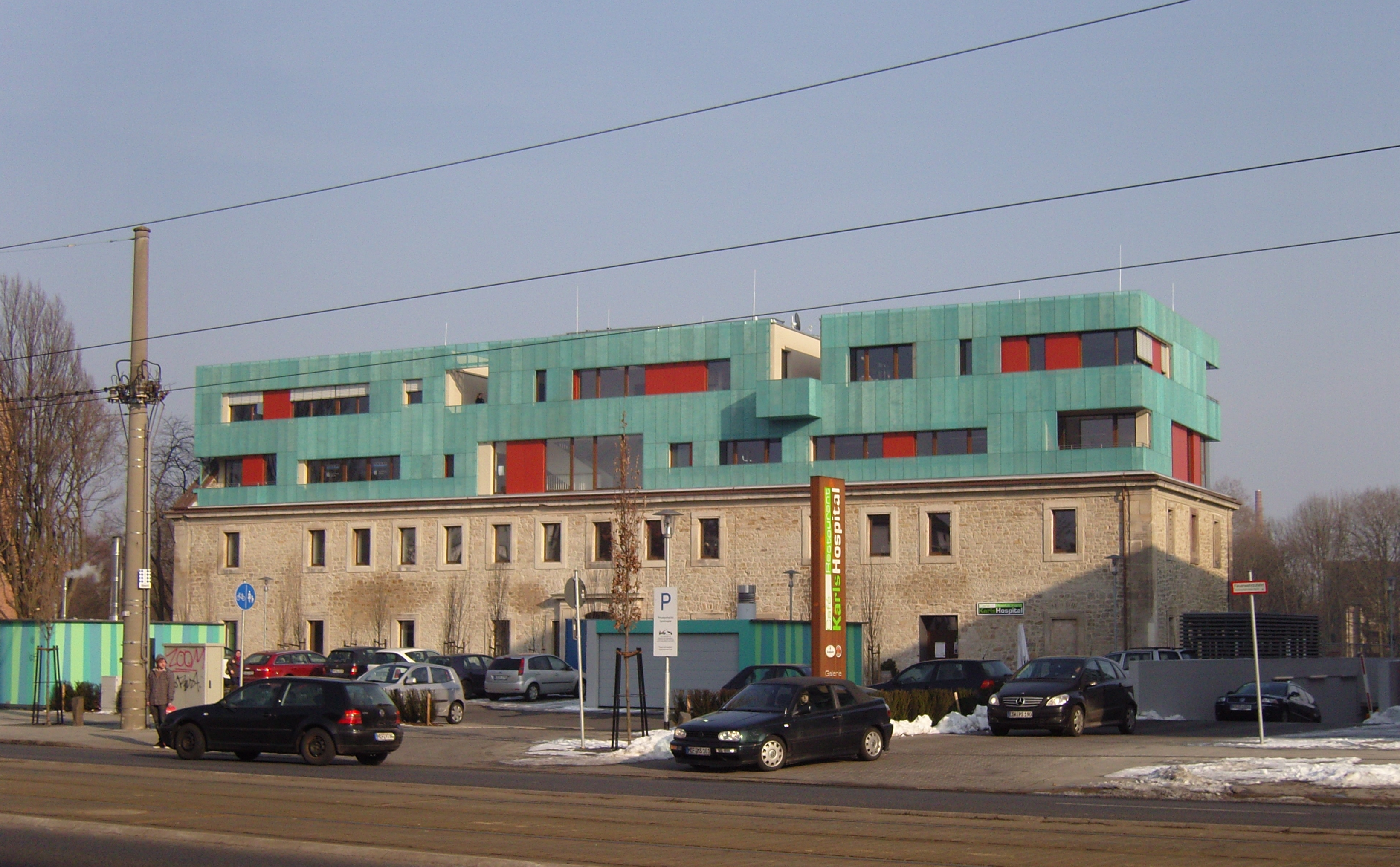
Die heutige Ansicht des Karlshospitals

Ob die Bauausführung den Interessen des Denkmalschutzes gerecht wird, ist in Kassel umstritten. Kritisiert wird, dass die Aufstockung des Gebäudes und einzelne Fassadenaufbrüche zu stark in die historische Bausubstanz und die Proportionen des Gebäudes eingegriffen hätten. Gerade in einer Stadt, in der über 80 % der historischen Bausubstanz dem Bombenkrieg zum Opfer gefallen sei, müsse auf die vorhandene Bausubstanz besonders Rücksicht genommen werden. Auf der anderen Seite wird anerkannt, dass das Gebäude jetzt erstmals nach über sechzig Jahren wieder einer Nutzung zugeführt werden konnte.
Im Inneren müssen die großen Hallen der Westseite als verloren gelten, die architekturhistorisch als Besonderheit zu werten waren. Lediglich im Bereich, der momentan als Restaurant genutzt wird, sind die Hallen noch zu erkennen, allerdings ist die obere als Galerie mit der unteren Halle nun räumlich verbunden. Durch seine farbliche Akzentuierung und die raumgreifende Oberflächenausformung erzeugt der neue Baukörper einen starken Kontrast zum historischen Kern des Gebäudes, allerdings wird die Höhe des ursprünglichen Mansarddachs nicht erreicht. Durch die seit dem 19. Jahrhundert durchgeführten Veränderungen der Fassadengestaltung und das Fehlen des historischen Verputzes ist die ursprüngliche architektonische Gliederung nicht mehr erkennbar. Ferner ist die Sicht auf das Gebäude von der Straßenseite durch verschiedene Pavillons, die die Haustechnik verbergen sollen, nur eingeschränkt möglich.